# Juan Ríos
Juan Esteban Ríos Rey (Barranco, 28 de septiembre de 1914 - 15 de noviembre de 1991) fue un poeta, dramaturgo y periodista peruano.

## Biografía
Al estallar la Guerra civil española se enroló en las Brigadas Internacionales y en las Milicias Republicanas con las cuales combatió en la Sierra de Guadarrama. Posteriormente tuvo que dejar España debido a una disputa con una patrulla anarquista. Hacia el final de la guerra, exiliado del Perú, fue corresponsal en Madrid, Barcelona y Valencia.
En 1946, luego de casarse y becado por el Gobierno francés, se trasladó a París donde vivió algunos años. Fue deportado varias veces por oponerse a las leyes represivas de las dictaduras en su país. Ya en el Perú escribió durante mucho tiempo la columna periodística "Tierra de Nadie" en la que -al margen de consignas e intereses ideológicos y políticos- se dedicó a la defensa de la Cultura y los Derechos Humanos.
En 1960 recibió de la Unesco la beca adjudicada a los Artistas Creadores. En 1971 fue elegido Miembro de la Academia Peruana de la Lengua.
Obtuvo cinco Premios Nacionales de Teatro (Don Quijote, 1946; La Selva, 1950; Ayar Manko, 1952; El Mar, 1954 y Los Desesperados, 1960) y los dos Premios Nacionales de Poesía -que en casos excepcionales- permitía la Ley de Fomento a la Cultura (Cinco Poemas a la Agonía, 1948 y Cinco Cantos al Destino del Hombre, 1943).

## Obra

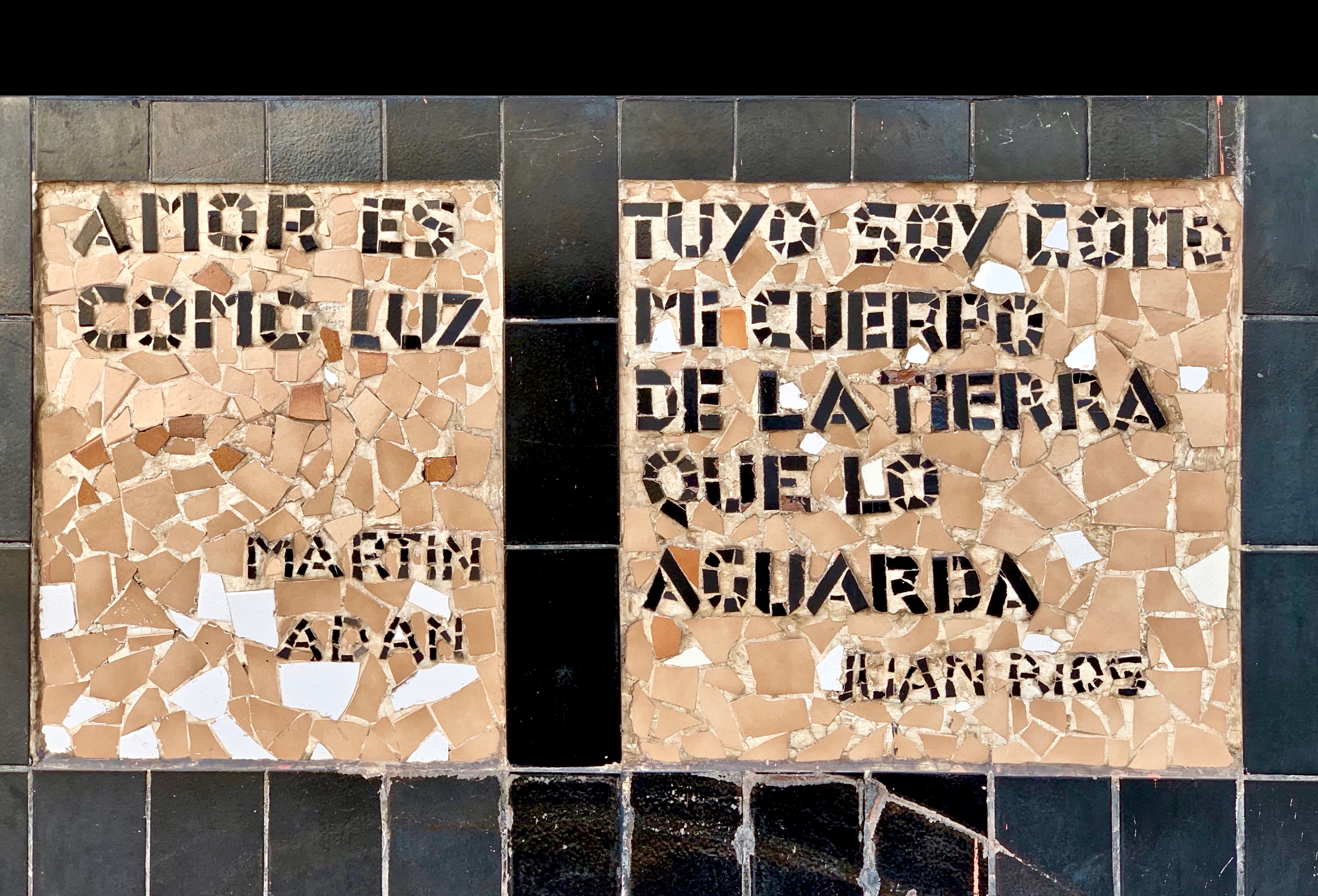
Frase de Juan Ríos en el Parque del Amor de Lima

Casi la totalidad de su obra poética permanece inédita. No obstante, publicó:
- Canción de Siempre (1941)
- La Pintura contemporánea en el Perú (1946)
- Don Quijote (poema escénico, 1946)
- Cinco poemas de la agonía (1948)
- Medea (tragedia, 1950)
- La Selva, 1950.
- Cinco cantos al destino del hombre (1953)
- Argos (drama, 1954).
- El Mar, 1954
- Los Desesperados, (1960).
- Teatro I (1961) ).[2]
- Ayar Manko, leyenda incaica (1963)
- Primera Antología Poética (1981*
- Sobre mi propia Vida. (1993) Se trata de su diario íntimo.[3]

Su obra dramática y poética estuvo influida por su lectura de los autores de la literatura clásica, en particular la griega y el Siglo de Oro español. Destacan en ella, además de los premios nacionales, Los Bufones y El Reino sobre las Tumbas.
Su poesía, de gran intensidad lírica, alude particularmente a la condición humana, con un estilo formal depurado. Está influida al mismo tiempo por los clásicos como por las corrientes literarias modernas, en especial el surrealismo, y es metafóricamente muy rica, lo que se evidencia tanto en Las Tinieblas y Tierra Firme como en Universo Transfigurado.
En su dramaturgia destaca el influjo del teatro poético simbolista, en boga en ese tiempo, e intenta adaptar en varias de sus obras historias clásicas y mitos a reflexiones sobre el hombre en el mundo contemporáneo. Su intención es buscar la realidad íntima del hombre a través del análisis de figuras universales o la elaboración de símbolos.